# Museo Satului
El Museo Satului (en rumano: Muzeul Satului), también conocido como Museo de la Villa, es un Museo etnográfico al aire libre, que se sitúa en el Parque Herăstrău de Bucarest, la capital de Rumanía. Dentro del Parque Herăstrău, se trata de la única zona acotada y con restricciones horarias para su visita. Además, al ser un museo, es necesario pagar para visitarla.
El museo etnográfico fue creado en 1936 por Dimitrie Gusti, Victor Ion Popa y Henri H. Stahl, destacadas figuras de la cultura rumana del momento, que destacan por su multiplicidad de conocimientos. Por ejemplo, Dimitrie Gusti fue historiador, filósofo, sociólogo y antropólogo.
A lo largo de sus aproximadamente 100.000 metros cuadrados el museo presenta diferentes ejemplos de la arquitectura rumana, procedentes de diferentes regiones del país como Transilvania o Moldovita. La diversidad no es solo geográfica, sino temporal, pues es posible visitar edificios desde la Edad Media hasta el siglo XIX.
En la actualidad, el Museo Satului cuenta con 272 edificios, incluyendo casas, granjas o molinos. La cifra está en constante ampliación, pues se trata de uno de los museos más emblemáticos del país y la conservación de cada edificio expuesto en él -y por tanto la conservación de un estilo constructivo autóctono- está garantizada.
De hecho, este tipo de museos gozan de gran aceptación en Rumanía. Por ejemplo, en la localidad de Sibiu se encuentra el ASTRA, otra especie de "museo de la aldea":

## Galería

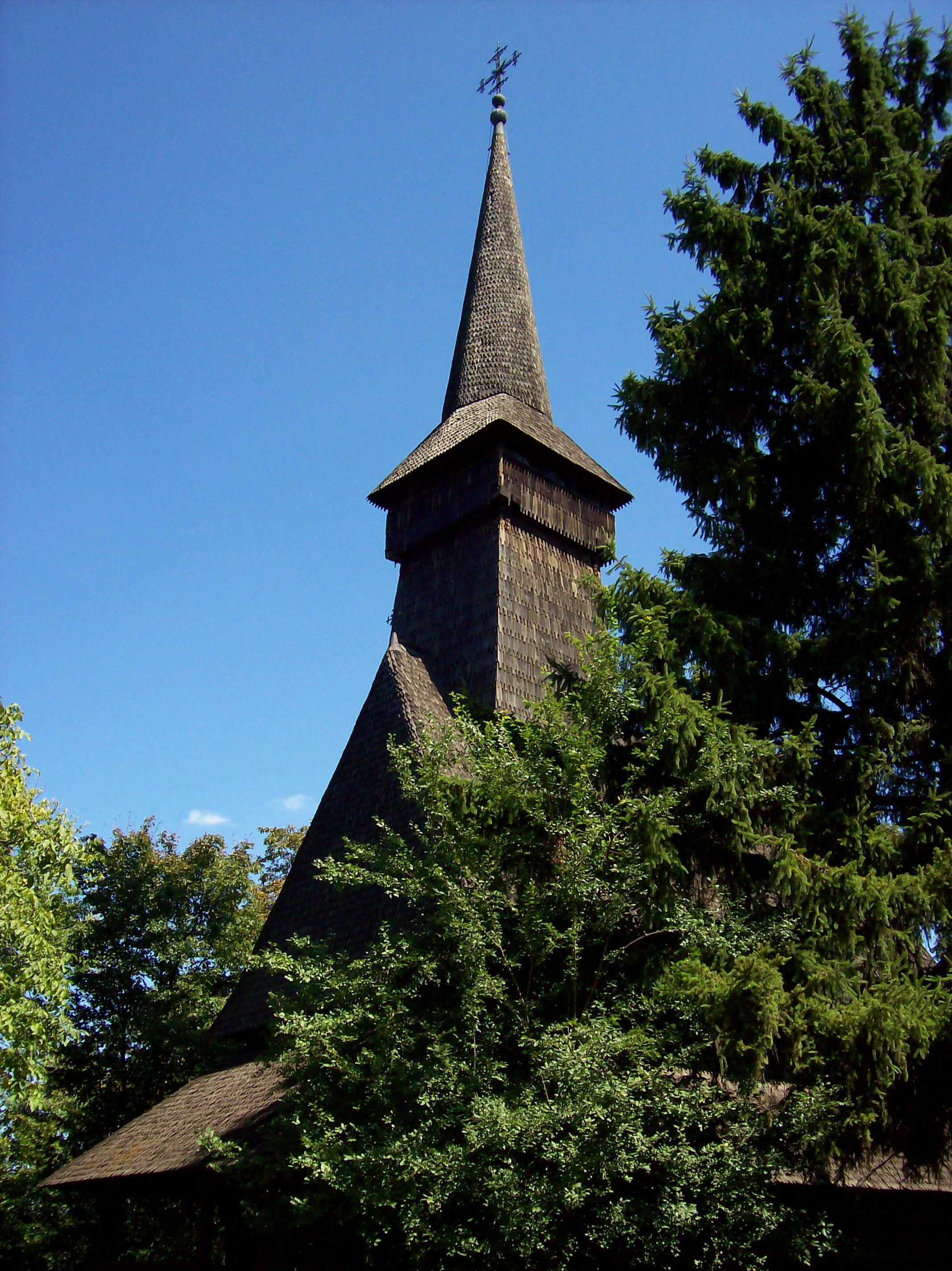
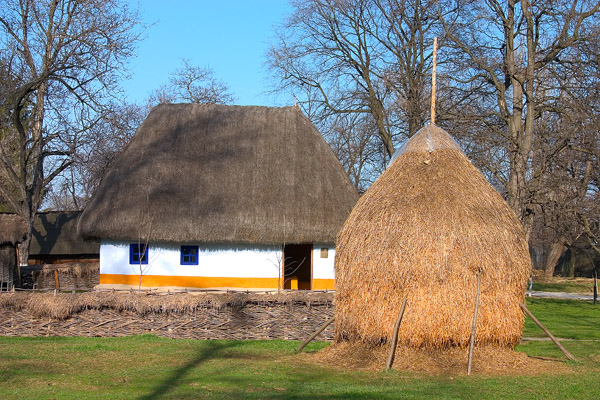
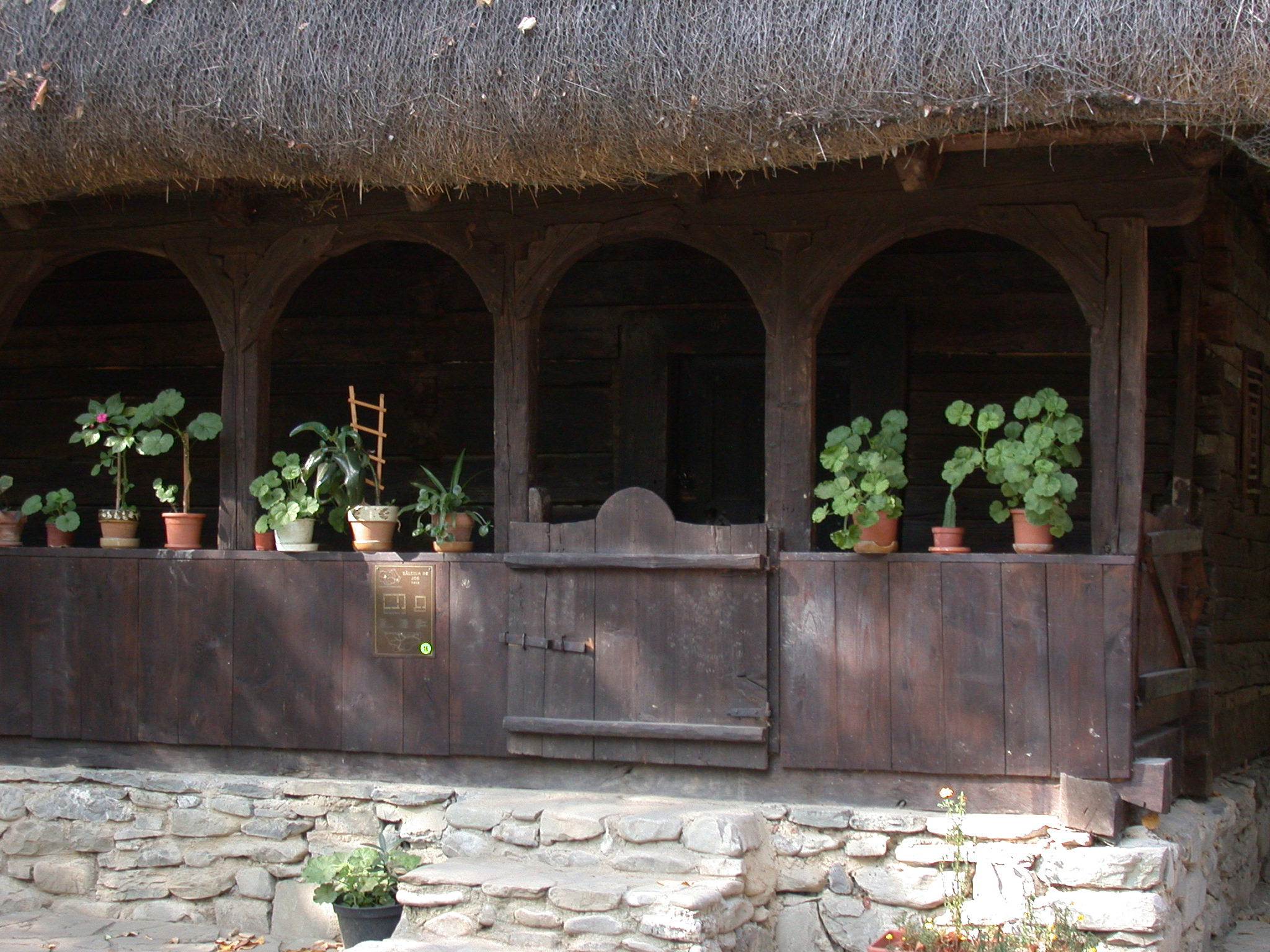
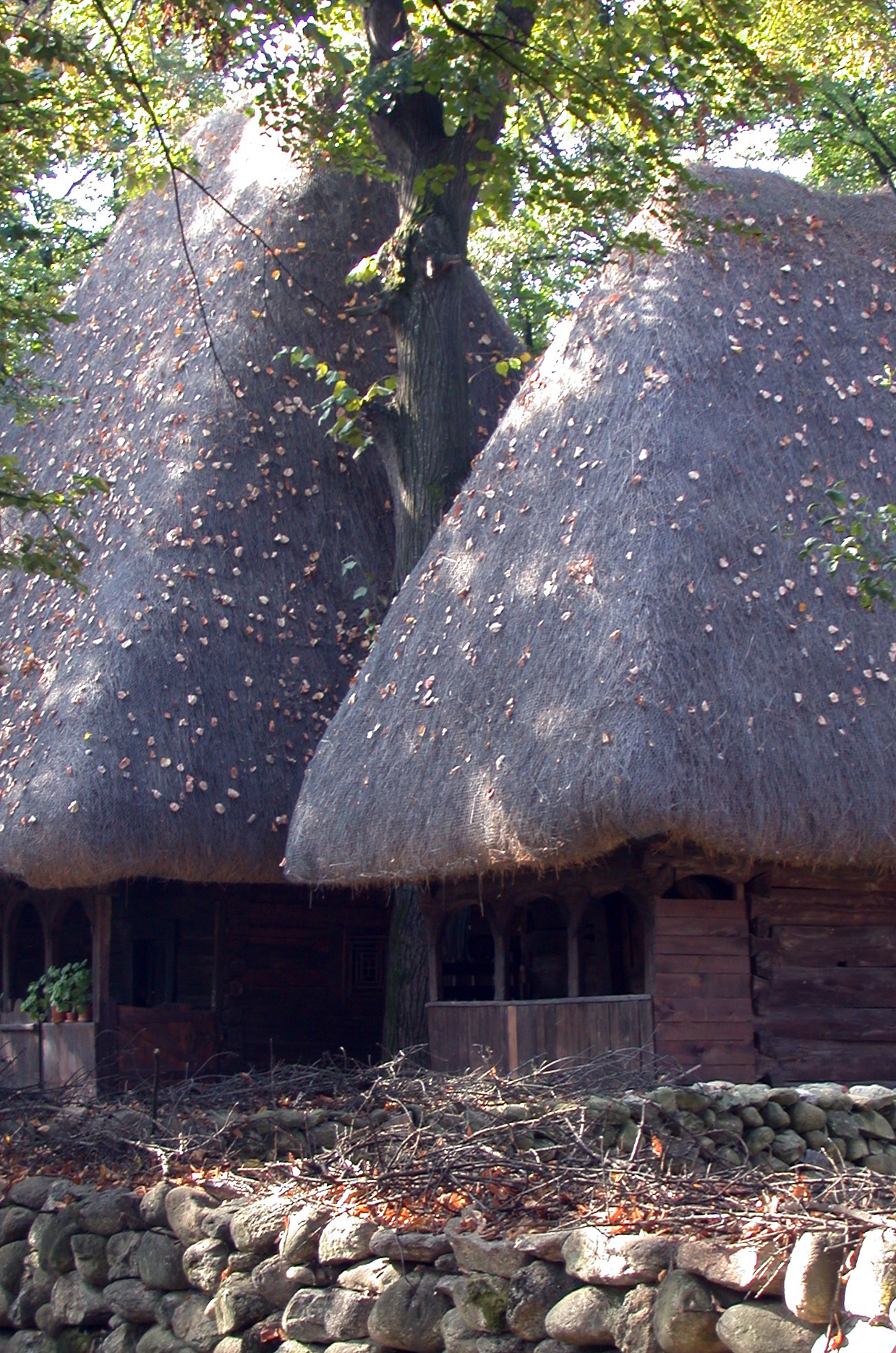
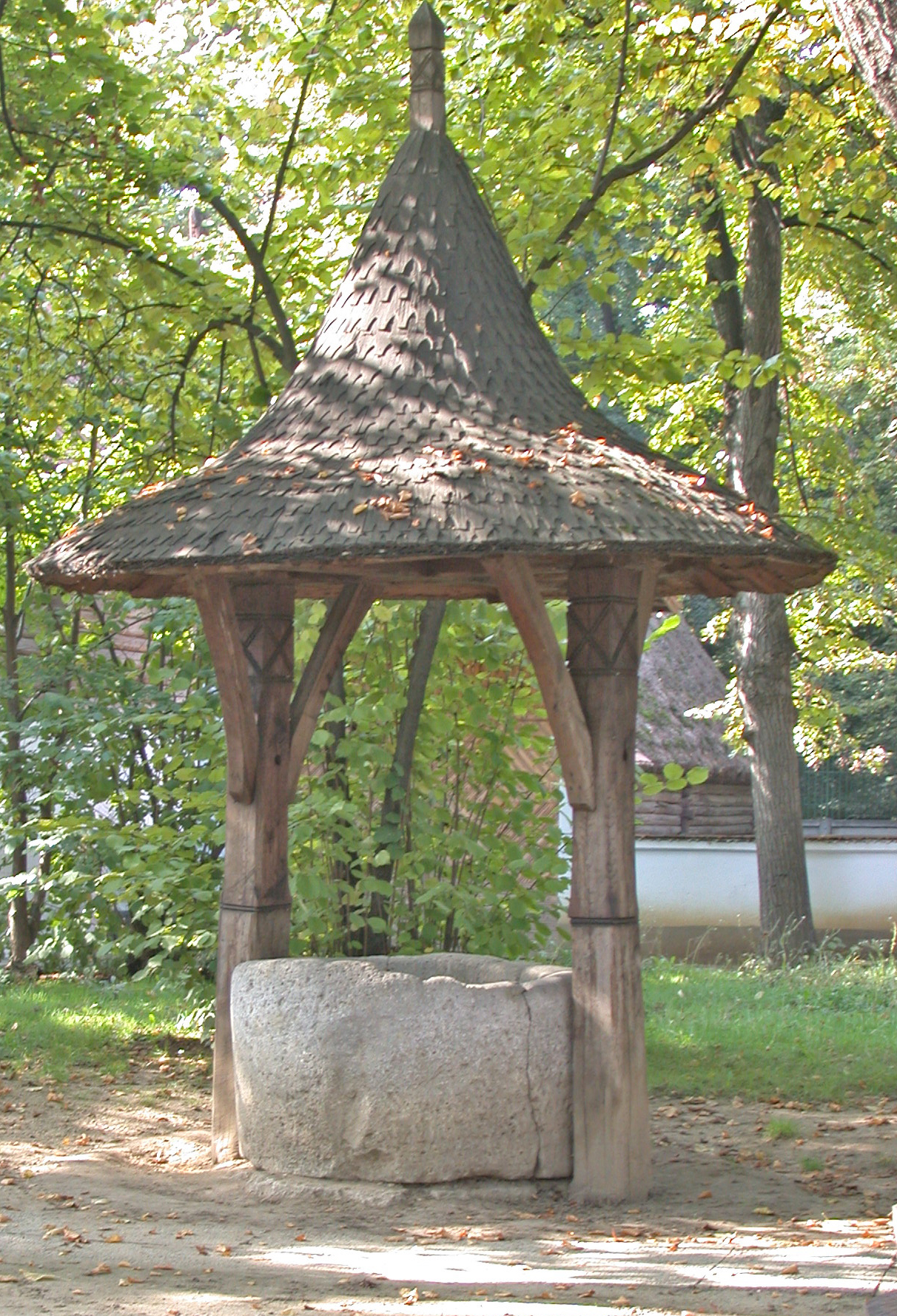
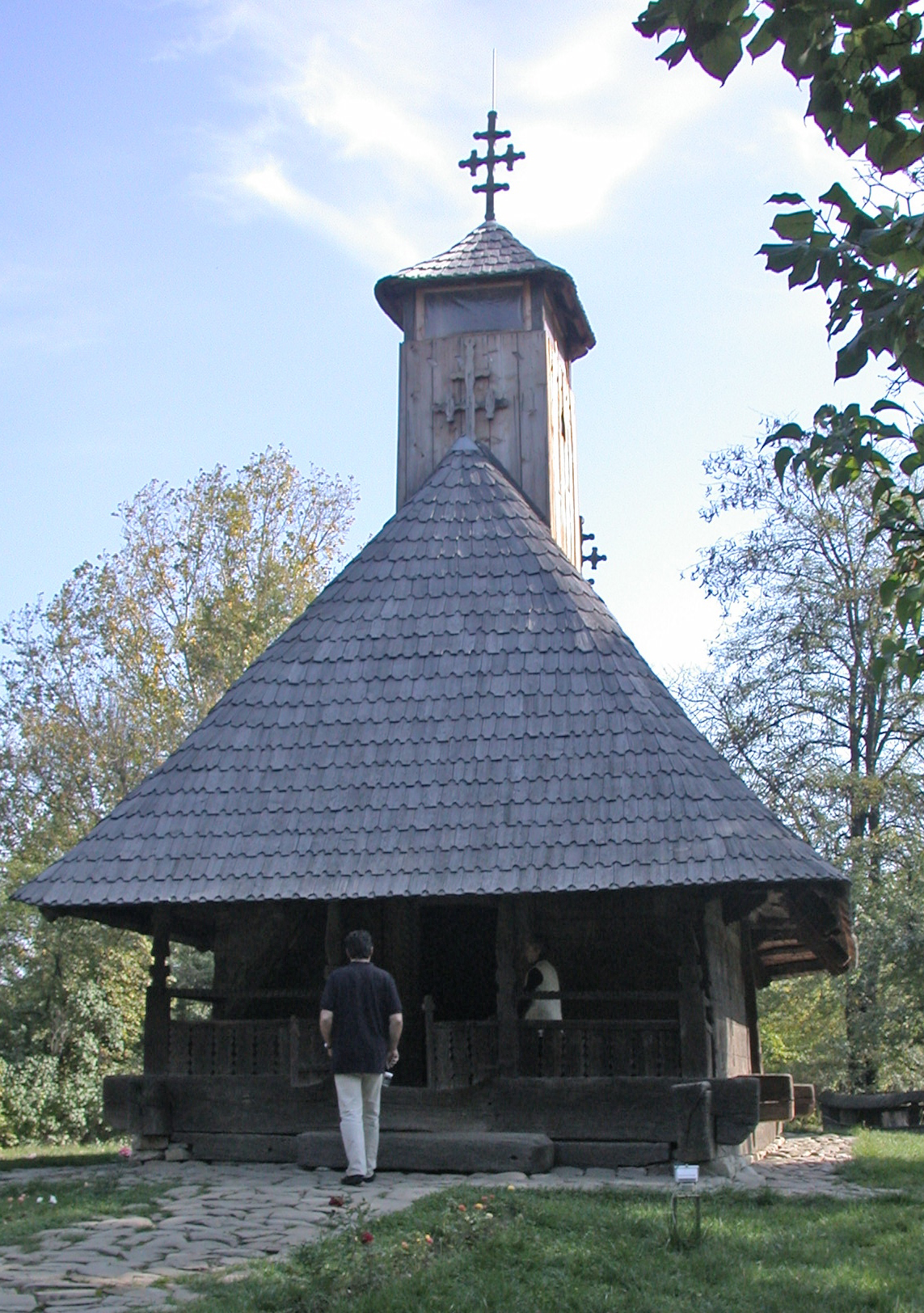
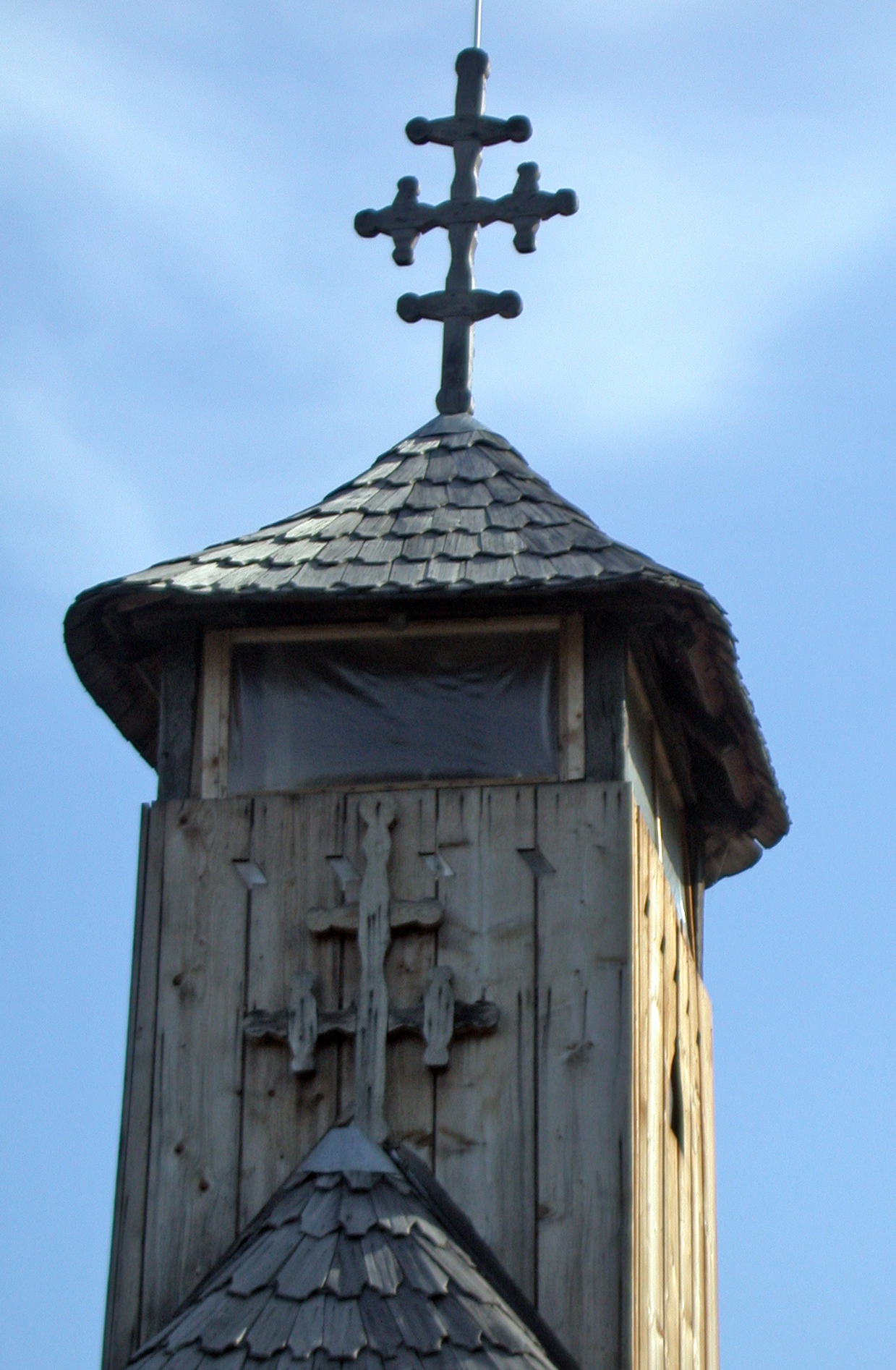
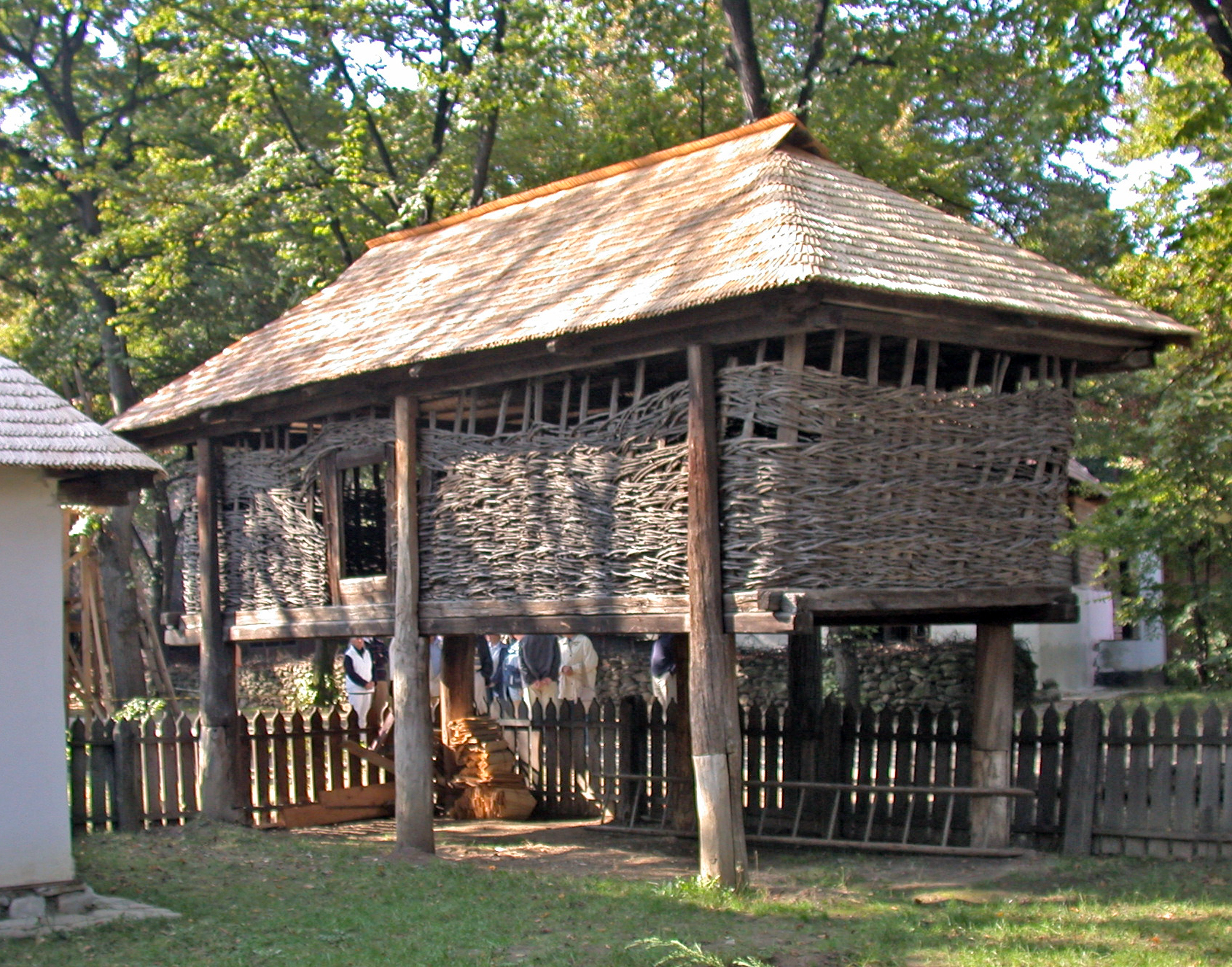
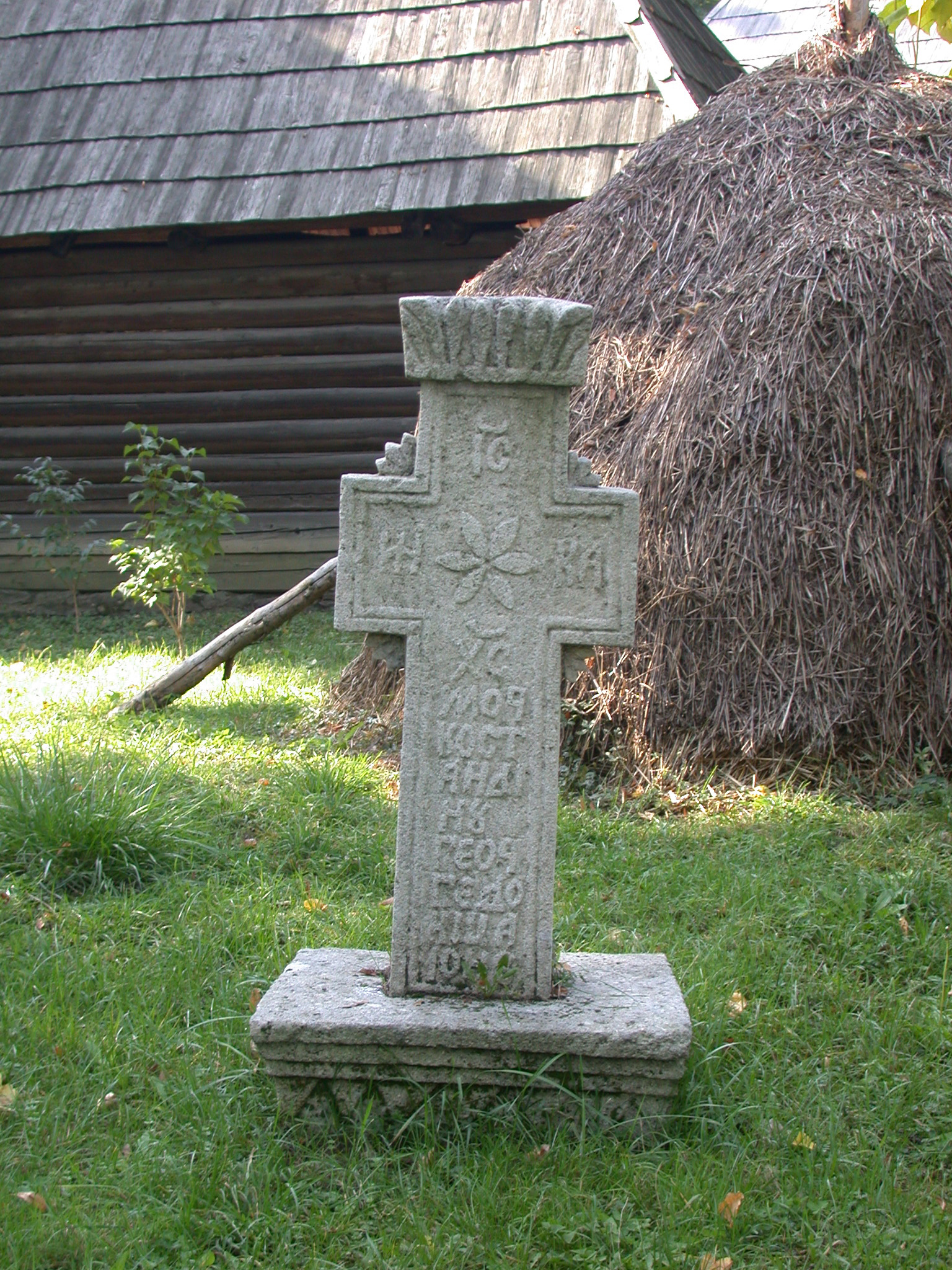
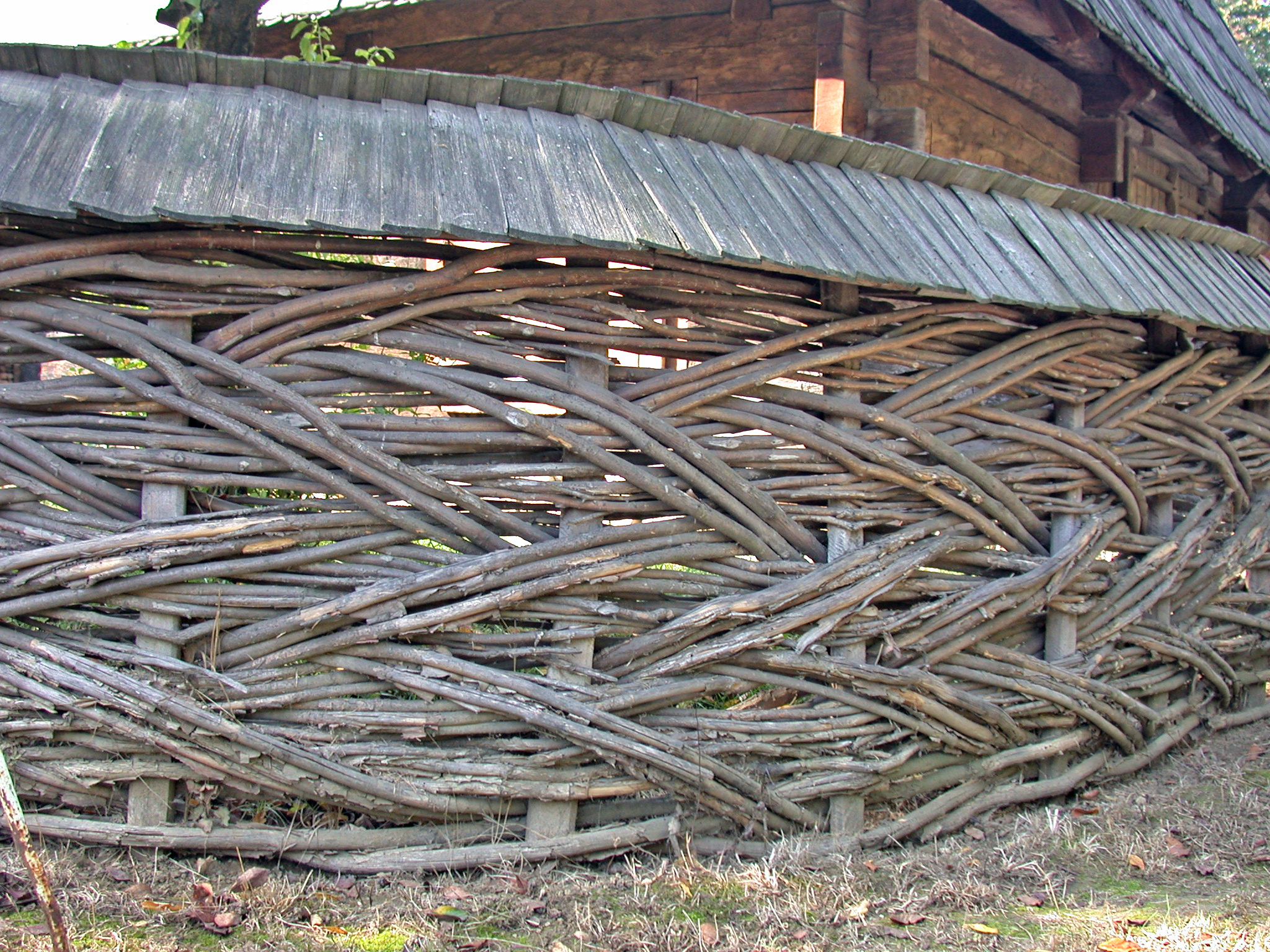
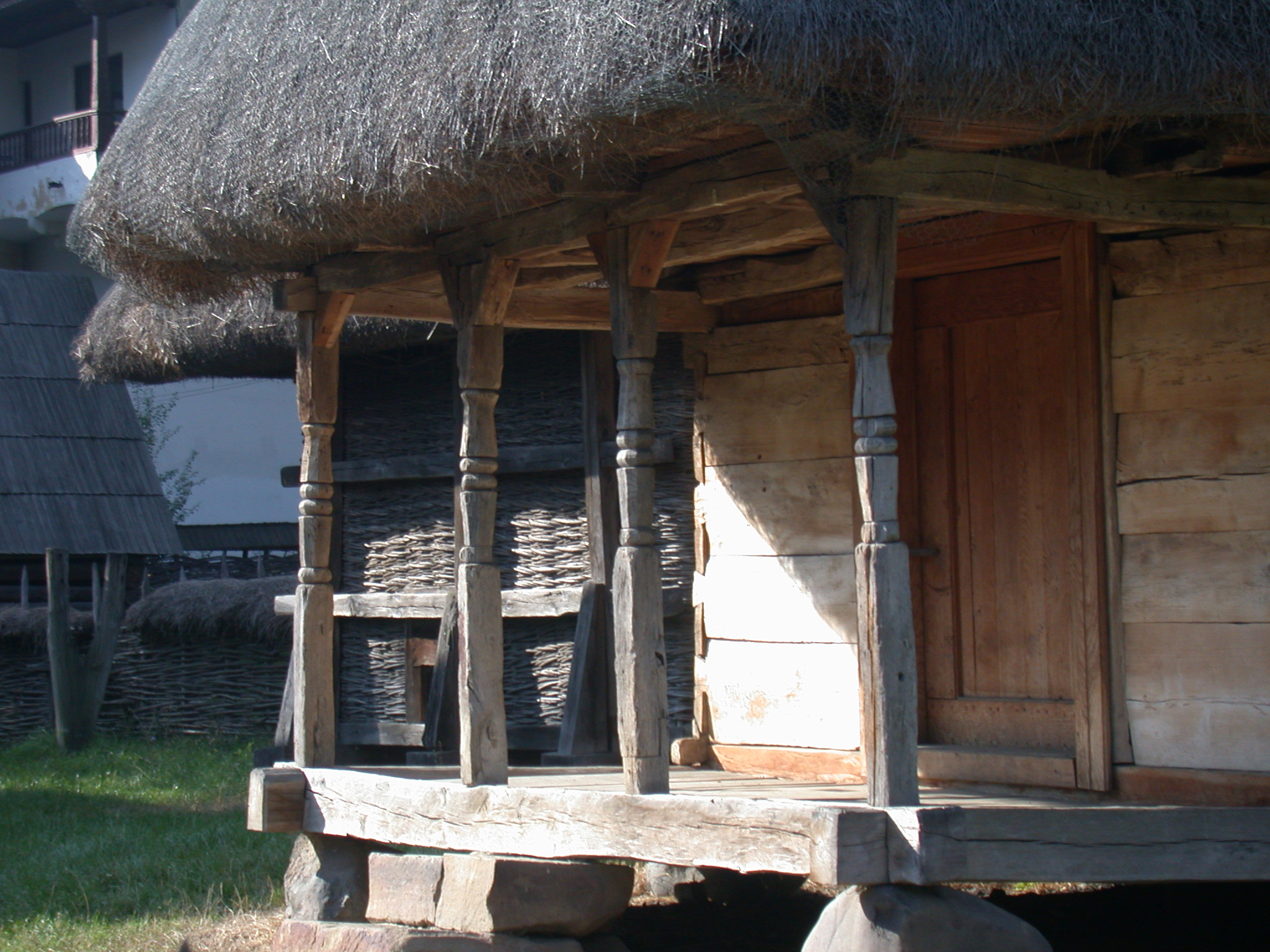
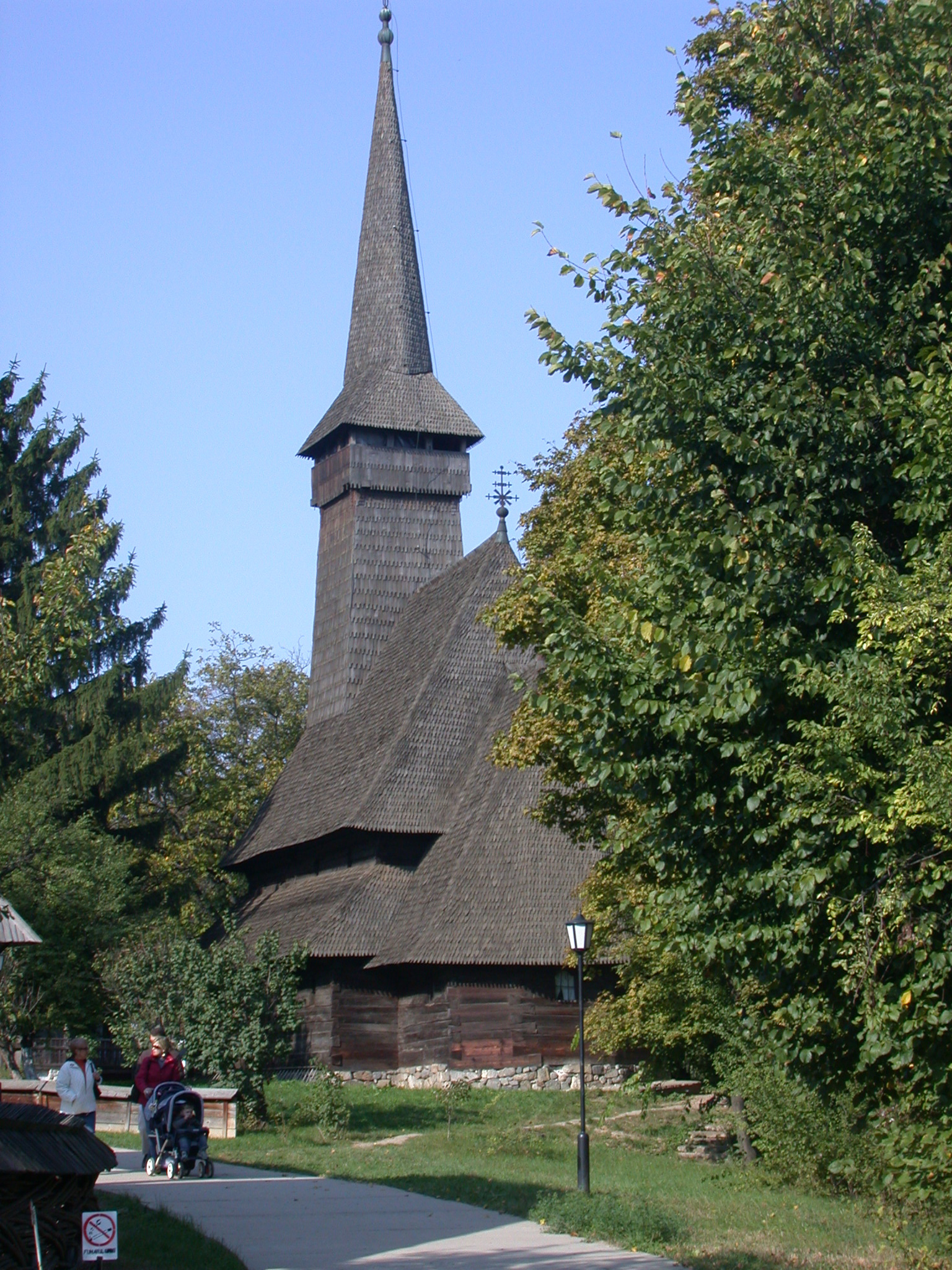
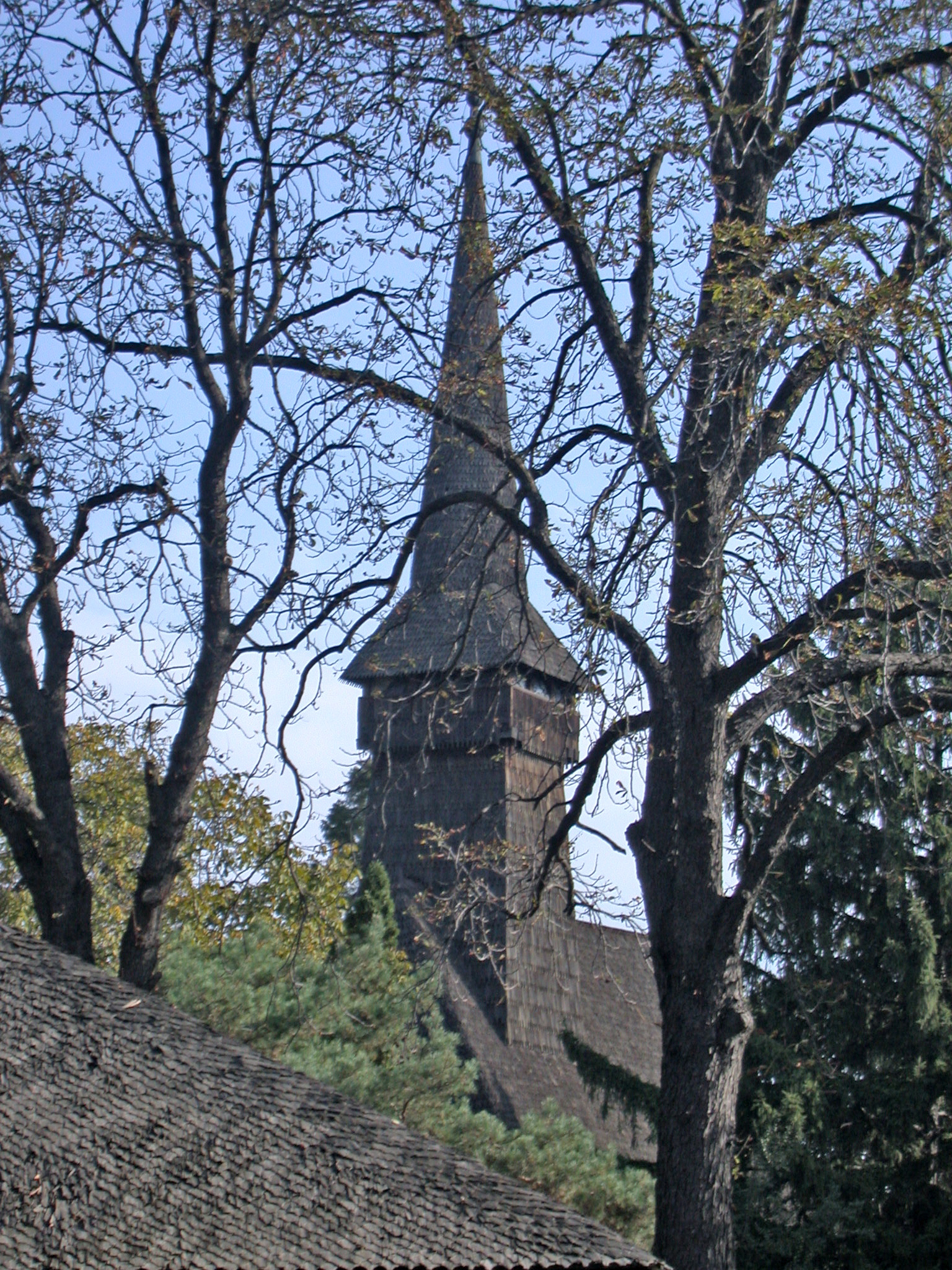
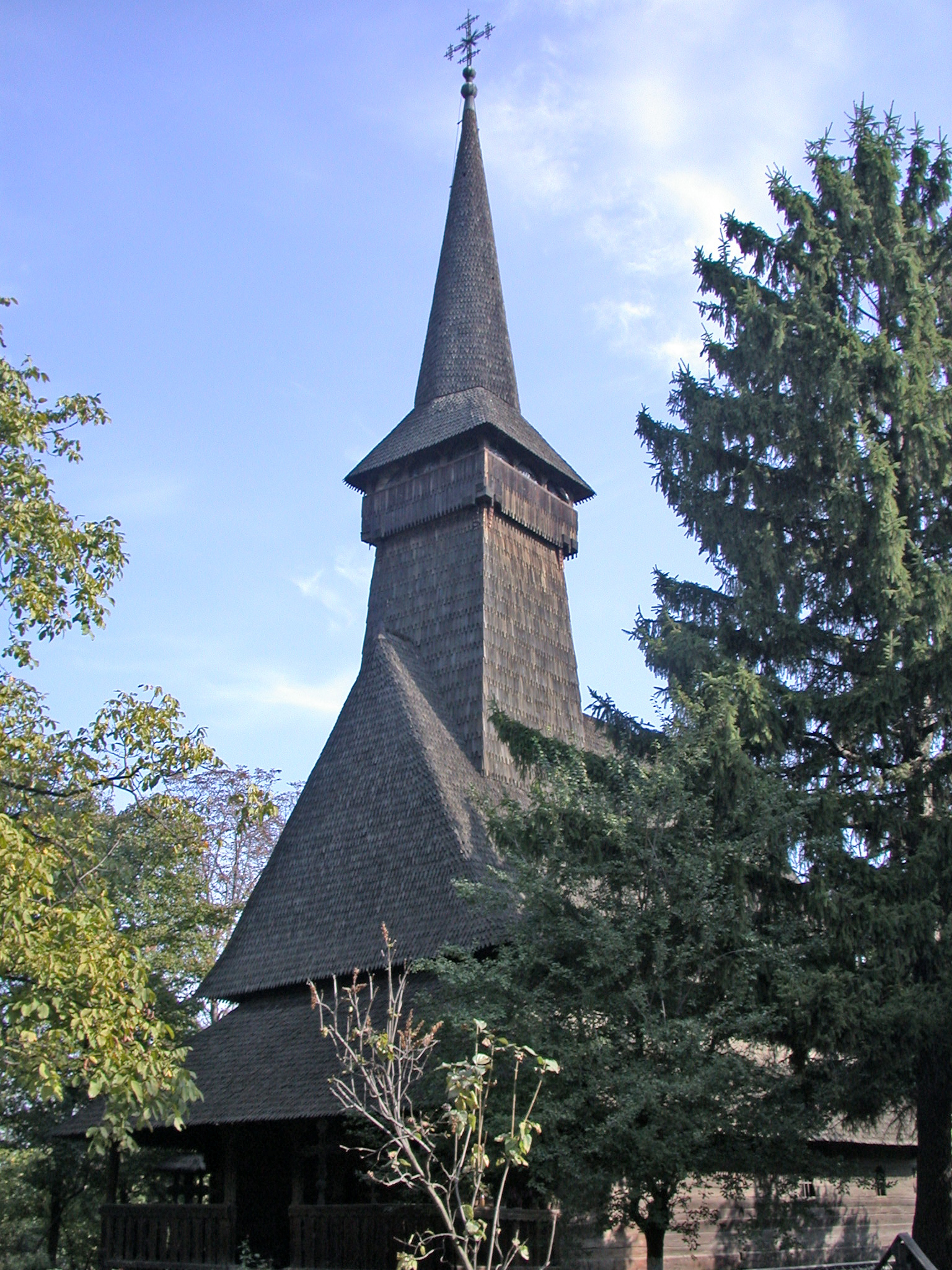
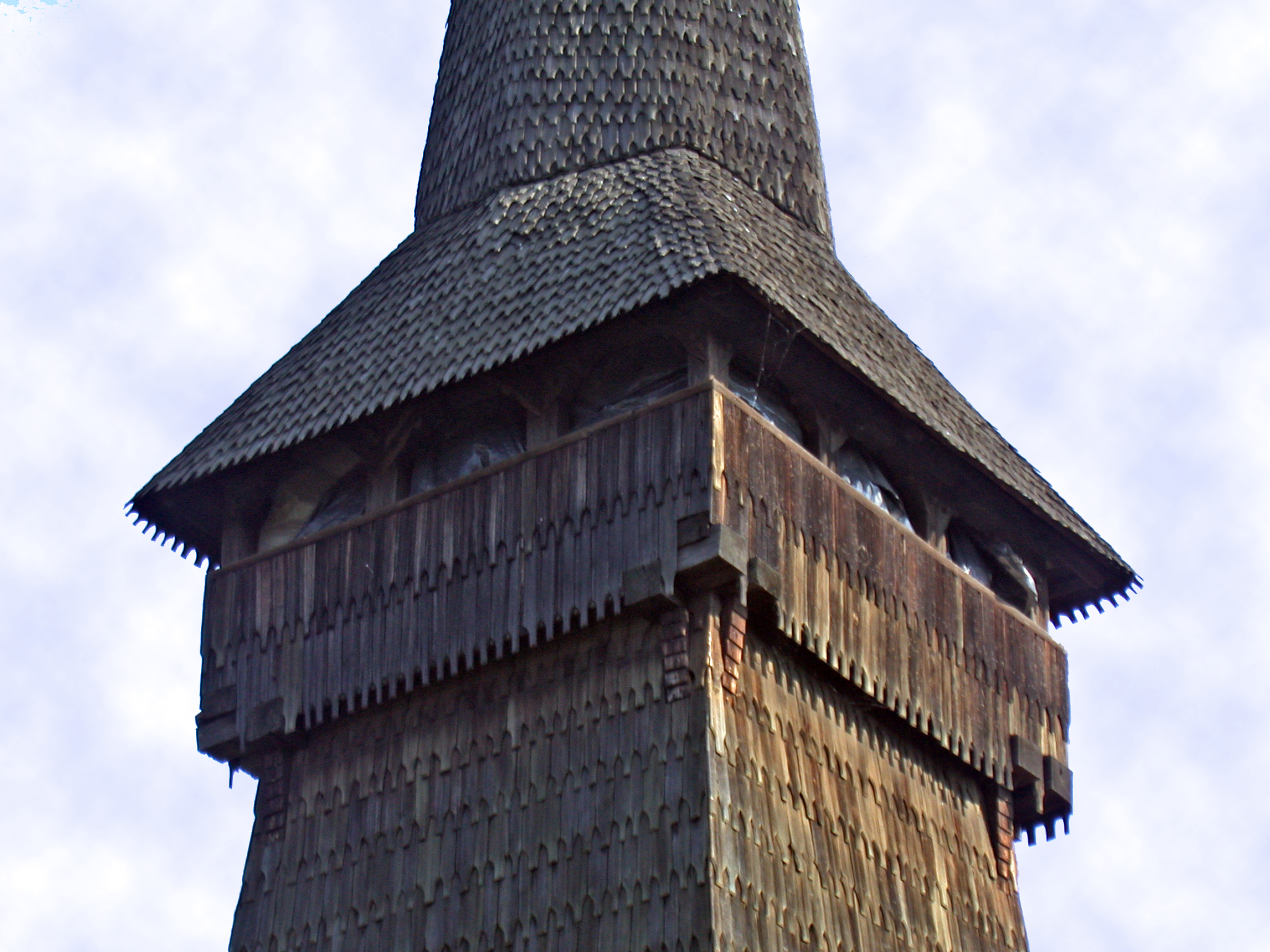
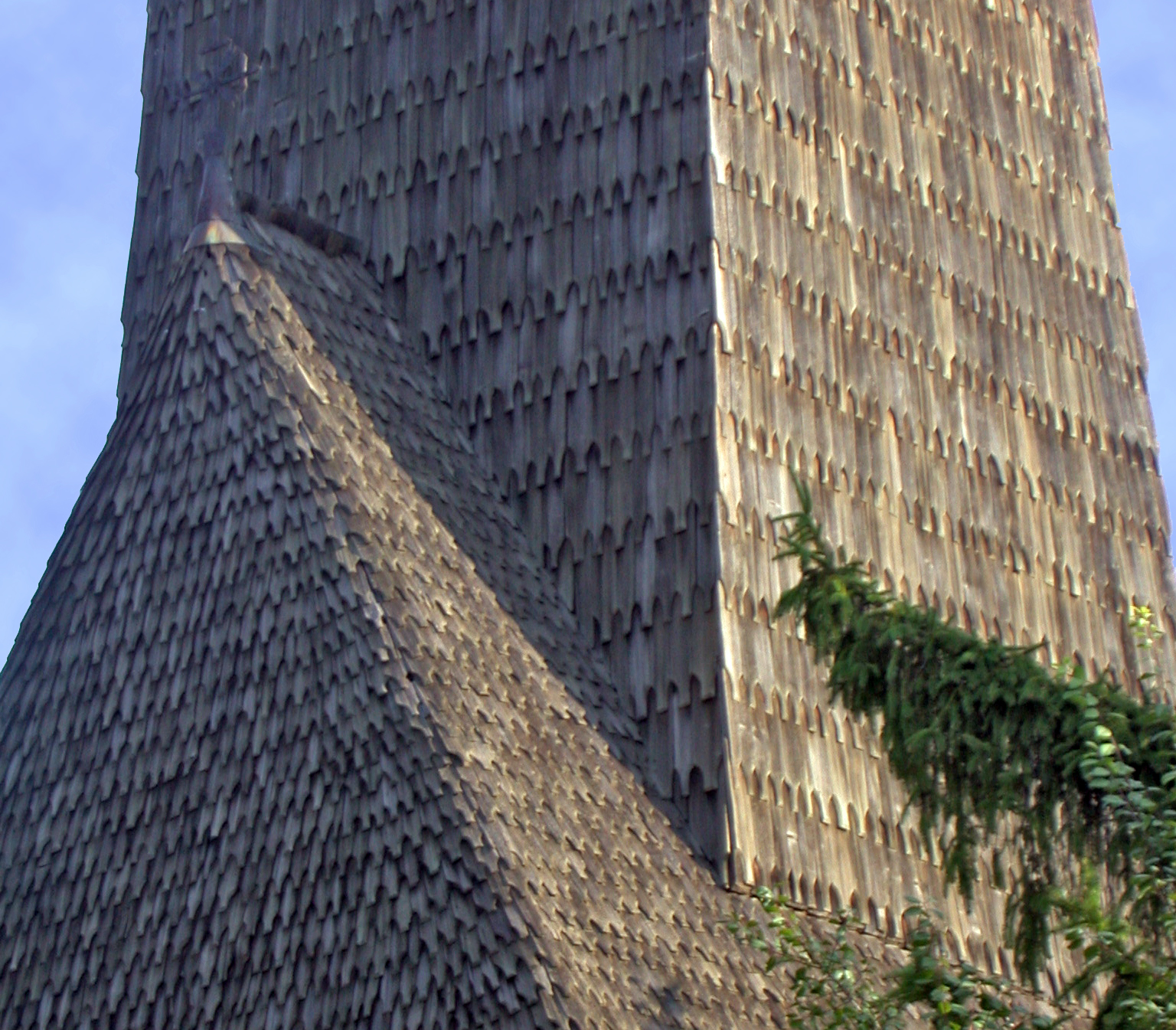